# Молекулярні кристали

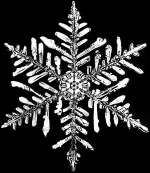
Лід як молекулярний кристал

Молекуля́рні криста́ли — кристалічні твердотільні речовини, молекули яких зберігають цілісність в твердій фазі.
Зв'язки між молекулами молекулярного кристалу виникають завдяки ван дер Ваальсовим силам, водневим зв'язкам або диполь-дипольній взаємодії у випадку, коли індивідуальні молекули мають власний дипольний момент.
Характерним представником молекулярних кристалів є кристал нафталіну. До молекулярних кристалів належать також кристали льоду й сухого льоду (СО2).
Завдяки слабкій взаємодії між молекулами молекулярні кристали мають низькі температури плавлення.
Характерними електронними збудженнями в молекулярних кристалах є екситони Френкеля.